# Paul Deegener
Johannes Paul Benjamin Deegener (* 15. Januar 1875 in Strausberg; † 7. Juli 1949 in Berlin) war ein deutscher Zoologe und Entomologe.

## Herkunft
Seine Eltern waren der Pfarrer Johannes Adolf Karl Paul Deegener (* 2. Juli 1839 Uckermark; † 5. Dezember 1898 Saal) und dessen Ehefrau Hulda von Bequignolles (* 12. Juli 1840 Königsberg; † 22. Dezember 1925 Berlin), der Tochter von Eduard d' Artois von Bequignolles.
Paul Deegener hatte drei Kinder: Irmela, Ingeborg und Ulrich Deegener.

## Leben
Nach dem Besuch des humanistischen Gymnasiums studierte er an der Universität Berlin und promovierte 1900 mit der Dissertation Entwicklung der Werkzeuge von Hydrophilus. 1901–1918 war er als Assistent am Zoologischen Institut der Universität Berlin tätig. Nach der am 5. März 1904 erfolgten Habilitation wirkte er ab 1918 als Lehrbeauftragter für Entomologie und wurde 1922 zum außerordentlichen Professor für Zoologie an der Universität Berlin ernannt (Entpflichtung zum 4. März 1941). Zugleich lehrte er als Stellvertretender Vorsitzender an der Volkshochschule Großberlin. Außerdem war er wissenschaftlicher Beirat der zoologischen Fachschaft, Mitglied der Deutschen Zoologischen Gesellschaft und der 1908 gegründeten Entomologischen Gesellschaft zu Halle, aber auch Mitglied des 1928 gegründeten Kampfbundes für deutsche Kultur (KfdK). Für Fachbücher und Zeitschriften verfasste er zahlreiche Beiträge entwicklungsgeschichtlichen, entomologischen, tiersoziologischen und allgemein-biologischen Inhalts.
Seine letzte Ruhestätte fand er auf dem Südwestkirchhof Stahnsdorf.

## Werke
- Die Entwicklung des Darmkanals der Insekten während der Metamorphose, 2 Tle., Jena 1904–1910
- Die Metamorphose der Insekten, Leipzig 1909
- Wesen und Bedeutung der Metamorphose bei Insekten: eine gemeinverständliche Einführung in die Insektenwelt, Leipzig 1910
- Lebensweise und Organisation. Eine Einführung in die Biologie der wirbellosen Tiere, Leipzig 1912
- Respirationsorgane. In: Christoph Schröder: Handbuch der Entomologie, Bd. 1. Kap.5, Jena 1912, S. 321–528.
- Die Formen der Vergesellschaftung im Tierreiche. Ein systematisch-soziologischer Versuch, Leipzig 1918
- Kokongesellschaften und Gesellschaftskokon, Berlin 1919
- Walter Guttmann: Zoologie für das Physikum, 14. Aufl. Berlin 1920 (Neubearbeitung)
- Ein Lehrjahr in der Natur. Anregungen zu biologischen Spaziergängen für Wanderer und Naturfreunde, 2 Teile, Jena 1922
- Der biologische Lehrausflug – ein Handbuch für Studierende und Lehrer aller Schulgattungen, Jena 1922 (mit Walther Schoenichen)
- Handbuch für das mikroskopisch-zoologische Praktikum der wirbellosen Tiere, Berlin-Leipzig 1923
- Lebensgewohnheiten der Insekten, Leipzig 1925
- Christoph Schröder: Handbuch der Entomologie, 3 Bde., Jena 1925–1929. (Mitherausgeber)
- Der Tag ist mein. Wanderungen mit einem Naturfreund, Jena 1927
- Belauschtes Leben: Kleine Kreatur in Wasser, Busch und Halm. 164 photograph. Naturbeobachtungen aus dem Leben der niederen Tierwelt, Berlin 1933 (mit Karl Otto Bartels)